# Pink Cres.
Pink Cres (stylisé PINK CRES.) est un groupe de musique japonais formé en mai 2016 au M-line club autour de Miyabi Natsuyaki (après la séparation de Berryz Kōbō en 2015).

## Histoire
Après la séparation d'une durée indéterminée de son groupe du Hello! Project Berryz Kōbō en mars 2015, Miyabi Natsuyaki, transférée chez Up-Front Works, décide de fonder un groupe autour d'elle, dont l'annonce faite le mois suivant dans l'émission web GREEN ROOM.
Le 1er juillet 2015, Miyabi commence la recherche de membres pour son nouveau groupe par le biais d'une première audition ; celle-ci échoue le 24 septembre mais le personnel annonce que les recrutements pour une nouvelle audition se tiendra le même mois.
Le 1er avril 2016, Miyabi accueille officiellement dans son groupe Yūka Nihei et Hikaru Kobayashi, les deux seules finalistes de la deuxième audition,.
Le 20 mai 2016, le groupe rejoint le M-line club (un club de talents la plupart diplômés du Hello! Project transférés chez Up-Front Works), et tient son premier événement fan club le 6 août dans lequel les membres interprètent leurs premières chansons Last Love et Summer wonderland.
Ce nouveau groupe d'idoles se produit pour la première fois lors du concert “Buono! Festa 2016” du groupe Buono! (dont Miyabi fait partie) (également avec d'autres groupes du Hello! Project comme Country Girls et °C-ute) au Nippon Budokan à l'occasion du 24e anniversaire de Miyabi, le 25 août 2016. Le nom du groupe est révélé au cours de ce live : PINK CRES. (le mot « PINK » associé à une couleur mignonne pour les filles et qui est la couleur officielle du groupe ; « CRES » qui est une abréviation du terme musical « crescendo » et signifie que la musique augmente progressivement en intensité, et représente le groupe qui veut « progresser de plus en plus » dans le monde entier,).
Les 11 et 12 février 2017, Pink Cres. se produit pour la première fois à l'étranger et donne un concert au Japan Festa à Bangkok en Thaïlande,.
Au début de mai 2017, le groupe annonce sortir son premier album crescendo le 28 juin suivant ; celui-ci est en pré-vente lors du dernier concert de Buono! qui se tient le 22 mai.

## Membres
- Miyabi Natsuyaki (夏焼雅) : née le 25 août 1992 à Chiba
- Hikaru Kobayashi (小林ひかる) : née le 19 avril 1994 à Tokyo
- Yūka Nihei (二瓶有加) : née le 20 octobre 1995 à Tokyo

## Discographie

### Albums
Indies
1. 28 juin 2017 : crescendo
2. 27 juin 2018 : Etcetera (えとせとら?)

### Singles
Indies
1. 22 mai 2019 : Tokyo Confusion / Uchū no Onna wa Amakunai (トウキョウ・コンフュージョン/宇宙の女は甘くない?)

Major
1. 26 février 2020 : Roulette (ルーレット?)

Singles numériques
1. 1er décembre 2017 : Sweet Girl's Night